# Magyarosaurus dacus
Magyarosaurus dacus es la única especie conocida del género extinto Magyarosaurus de dinosaurio saurópodo titanosauriano que vivió a finales del período Cretácico superior, hace aproximadamente 70 millones de años, en el Maastrichtiense, en lo que es hoy Europa.

## Descripción
Se estima que Magyarosaurus tenía un peso de 1,1 toneladas. Llevaba una armadura dérmica. La longitud estimada de Magyarosaurus es de 6 metros,según Curry Rogers et al.. En 2010 Gregory S. Paul dio estimaciones más bajas de una tonelada con la misma longitud. Stein y col. en 2010  encontraron que ninguno de los parientes cercanos de Magyarosaurus tenía un tamaño reducido. Eso significa, para su clado, su pequeño tamaño, por lo tanto, es una autapomorfía distintiva.
Un osteodermo descubierto en la localidad de La Cãrare. La localidad está cerca del pueblo de Sînpetru, en la cuenca de Hațeg de Rumania. El osteodermo fue asignado a Magyarosaurus dacus. Esto muestra que la armadura dérmica tenía una amplia distribución entre los saurópodos del Cretácico tardío. Los osteodermos eran peculiares en forma y tamaño, y llevaron a que los huevos encontrados a su alrededor fueran asignados a la familia Nemegtosauridae , y posiblemente a Magyarosaurus.

## Descubrimiento e investigación
Se han recuperado restos pertenecientes a al menos 10 individuos de la región de Hunedoara, Formación Sânpetru, en el área que fue durante su descubrimiento en Hungría, pero ahora es el oeste de Rumania. Inicialmente fueron nombrados Titanosaurus dacus, el nombre específico que se refiere a los Dacios, que habían vivido en ese lugar hace unos 2000 años, por el Barón Nopcsa en 1915.  Nopcsa había recolectado fósiles en el área desde 1895. La especie fue más tarde renombrado Magyarosaurus dacus por Friedrich von Huene en 1932. von Huene en 1932 también nombró otras dos especies, M. hungaricus y M. transsylvanicus. Fueron sinonimizados con M. dacus por  Le Loeuff en 1993 y Upchurch et al. en 2004. Más grande y menos frecuente, M. hungaricus puede representar un taxón distinto.
El holotipo , BMNH R.3861a, consiste en un conjunto de vértebras. Se han encontrado muchos otros huesos, principalmente vértebras caudales, pero también dorsales y elementos del esqueleto apendicular. No se conocen restos de calaveras. Ha habido un descubrimiento de 14 huevos fósiles que se han atribuido a Magyarosaurus.
Se han llevado a cabo investigaciones de paleontología en Râpa Roșie, cerca de Sebeş, en el lado suroeste de la cuenca de Transilvania. Las investigaciones comenzaron en 1969. Huesos de dinosaurios se informaron en investigaciones anteriores. Sobre la base de las investigaciones llevadas a cabo por Codrea y Dica en 2005, han asignado la edad de estas formaciones a la edad del Maastrichtiense al Mioceno, también conjeturada a partir de la edad Eggenburgian-Ottnangian. Algunos de los fósiles raros que se encuentran aquí también son vertebrados y uno de ellos es la vértebra caudal de saurópodos. Los paleontólogos involucrados en los estudios en Râpa Roșie también han opinado que este es el único género de saurópodos reportado en cualquier momento en las últimas formaciones Cretáceas de Maastrichtiense en Rumania, que podría declararse como Magyarosaurus.
Codrea et al. Refirieron una vértebra caudal distal al género en 2008. Probablemente fue cerca de la mitad de la cola ya que tiene características de transición. Antes de ser enterrado definitivamente, el arco neural se rompió, probablemente al reposicionar las vértebras desde su posición original. Su centro es alargado y mide 105 milímetros de largo. Ambos lados que se habrían articulado con las vértebras fueron severamente dañados. Se asigna a Magyarosaurus sobre la base de que no se conocen otros saurópodos de la región en la que se encontró, y el hecho de que se encuentra entre las dos vértebras en comparación con él debido a su morfología intermedia.

## Clasificación
Se ha encontrado que es un pariente cercano de Rapetosaurus en la familia Saltasauridae en el clado de saurópodos Titanosauria en un estudio de 2005.

## Paleobiología

### Enanismo
Las islas que habitaba llevaron a Magyarosaurus a convertirse en un producto del enanismo insular como resultado de las presiones selectivas presentadas por el suministro limitado de alimentos y la falta de depredadores, todo lo que favorece un tamaño corporal más pequeño. Esto se ve en muchos otros dinosaurios existentes en ese momento, incluido el ornitópodo Rhabdodon y el nodosaurio Struthiosaurus. Nopcsa fue el primero en sugerir el enanismo insular como una explicación para el pequeño tamaño de Magyarosaurus en comparación con otros saurópodos. Investigadores posteriores dudaron de sus conclusiones, sugiriendo en cambio que los fósiles conocido de Magyarosaurus representan juveniles. Sin embargo, un estudio detallado de los patrones de crecimiento óseo publicado en 2010 apoyó la hipótesis original de Nopcsa, mostrando que los pequeños individuos de Magyarosaurus eran adultos. Se ha sugerido que el enanismo insular ha llevado a géneros aislados que conservan características más primitivas.
En 2010, Koen Stein et al. estudió la histología de Magyarosaurus. Descubrieron que incluso los individuos más pequeños parecían ser adultos. También conservaron "M". hungaricus para representar los especímenes más grandes que eran demasiado grandes para ser variaciones de los especímenes más pequeños. La histología de Magyarosaurus mostró que tenía una tasa de crecimiento muy reducida, pero aun así, tenía una tasa metabólica alta.

### Posibles huevos
Huevos litostrotianos han sido asignados a Nemegtosauridae. Los huevos posiblemente pertenecen a Magyarosaurus dacus o Paludititan, siendo el primero más probable. La cuenca de Hațeg era un gran lugar de anidación en el Cretácico tardío, y se han hallado huevos hadrosáuridos y titanosaurianos. Se han asignado 11 huevos a Nemegtosauridae , todos de la Formación Sânpetru. Los embriones se conservaron dentro de los huevos, y un huevo muestra prueba de armadura dérmica. Los huevos fueron descubiertos en 2001, durante una expedición de campo por un equipo belgo-rumano. Originalmente se identificaron como en nidos, pero ahora se ha demostrado que no se han conservado estructuras de anidación.

### Paleoecología
A principios de Maastrichtiense , la cuenca de Hațeg era subhúmeda y presentaba precipitaciones estacionales. Sin embargo, durante la última edad de la formación, se produjo un cambio paleoambiental a gran escala, la región se transformó en un extenso humedal.
Magyarosaurus dacus es conocido desde principios de Maastrichtiense de la Formación Sânpetru, parte de la cuenca de Hațeg en Rumania. También conocido de la Cuenca de Hațeg son el Telmatosaurus un hadrosáurido basal pequeño, el pequeño nodosáurido Struthiosaurus, los maniraptoranos Balaur, Bradycneme y Elopteryx, el pterosaurio Hatzegopteryx, y las dos especies del euornitópodo Zalmoxes.
Magyarosaurus sp. Se conoce de una vértebra. Las vértebras se encontraron a finales del Cretácico en la Formación Sebeş, aunque probablemente se erosionó de la Formación Şard y se colocó allí. Junto a Magyarosaurus existió Kallokibotion, una antigua tortuga, Balaur, un avialiano, y Eurazhdarcho , una azdarquido. Junto con Magyarosaurus, Telmatosaurus y Zalmoxes también son géneros enanos, como lo demuestra su histología.

## En la cultura popular
Magyarosaurus aparece en un episodio de la serie Dinosaur Planet de Discovery Channel como el titanosaurio enano que vive en la isla de Hațeg.